# Тюрингска литературна награда
„Тюрингската литературна награда“ (на немски: Thüringer Literaturpreis) е учредена през 2005 г. от Литературно дружество Тюрингия. С отличието се удостояват съвременни автори, които произхождат от Тюрингия, живеят там или творбите им имат отношение към Тюрингия.
Наградата се присъжда на всеки две години и е на стойност 12 000 €.

## Носители на наградата (подбор)
- Инго Шулце (2007)
- Райнер Кунце (2009)
- Юрген Бекер (2011)
- Катрин Шмит (2013)
- Вулф Кирстен (2015)
- Луц Зайлер (2017)
- Сибиле Берг (2019)